# Regentalhänge bei Hirschling
Regentalhänge bei Hirschling este o arie protejată (arie specială de conservare — SAC, sit de importanță comunitară — SCI) din Germania întinsă pe o suprafață de 358,16 ha, integral pe uscat.

## Localizare
Centrul sitului Regentalhänge bei Hirschling este situat la coordonatele 49°12′42″N 12°10′28″E / 49.2117°N 12.1744°E.

## Înființare
Situl Regentalhänge bei Hirschling a fost declarat sit de importanță comunitară în martie 2001 pentru a proteja 2 specii de animale. Situl a fost protejat și ca arie specială de conservare în aprilie 2016.

## Biodiversitate
Situată în ecoregiunea continentală, aria protejată conține 4 habitate naturale: Păduri de fag Luzulo-Fagetum, Păduri de stejar și carpen Galio-Carpinetum, Păduri pe pante, grohotișuri și ravene de Tilio-Acerion, Păduri aluvionare cu Alnus glutinosa și Fraxinus excelsior (Alno-Padion, Alnion incanae, Salicion albae).
La baza desemnării sitului se află mai multe specii protejate:
- amfibieni (1): izvoraș-cu-burta-galbenă (Bombina variegata)
- mamifere (1): râs eurasiatic (Lynx lynx)